# Mario Rey
Mario Carlos Rey (Buenos Aires, Argentina; 15 de agosto de 1933 - León Guanajuato, México; 8 de marzo de 2021) es un exfutbolista argentino que jugó de delantero creativo haciendo una trayectoria profesional de 15 años principalmente con el Irapuato del futbol mexicano.

## Trayectoria
En su natal Argentina jugó fútbol amateur, lo descubrió Marcos Aurelio en 1957 entonces entrenador del Club León dándole la oportunidad de probarse en el equipo, aunque no logró un cupo en la plantilla del primer equipo. Fue enviado al San Sebastián entonces militante de Segunda División de México donde dio muestras de capacidad de gol. Al año siguiente llegó al León donde no logró tener regularidad y fue cedido al Irapuato donde se afianzo como un buen asistente de gol especialmente, con los Freseros permanecería 10 años ininterrumpidos apoyando al club para salvarse del descenso varias veces. Aporto unos 50 pases de gol y contribuyó con 42 goles que le dan un lugar entre los máximos goleadores franquicia del equipo en sus etapas de Primera División de México.
Al final de su carrera ya aquejado por lesiones dejó al Irapuato en 1970 para jugar en El Salvador con Alianza FC pero en 1972 fue llamado por Irapuato para ayudarlos a salvarse del descenso aunque por su edad como la de muchos otros como Jaime Belmonte, Marco Antonio Sánchez Moya, Mario Olivos no les fue posible y el equipo acabó descendido finalmente luego de una desastrosa campaña de 22 juegos sin ganar al hilo.
En su posteridad trabajo con varios equipos en El Salvador como coordinador deportivo además que fue entrenador del Alianza entre 1974 a 1976. Tras su jubilación radica en León, Guanajuato.

## Clubs
| Club                    | País        | Año               |
| ----------------------- | ----------- | ----------------- |
| San Sebastián           | México      | 1957 - 1958       |
| Club León               | México      | 1958 - 1959       |
| Club Deportivo Irapuato | México      | 1959 - 1970, 1972 |
| Alianza FC              | El Salvador | 1970 - 1971       |